# Francesco Pasinetti
Francesco Pasinetti (* 1. Juni 1911 in Venedig; † 2. April 1949 in Rom) war ein italienischer Drehbuchautor und Kurzfilmregisseur.

## Leben
Nach einem Abschluss in Literaturwissenschaft als erster Student der Filmgeschichte (bei Professor Giuseppe Fiocci) wirkte Pasinetti als Dokumentarfilmer, Filmhistoriker (mit den Veröffentlichungen „Storia del cinema“ 1939 und „Filmlexicon degli autore e delle opere“ 1948), als Kritiker für zahlreiche Periodika und ab 1937 als Dozent am Centro Sperimentale di Cinematografia, dessen Leiter er ab 1946 war. Die Retrospektive während des Filmfestivals von Venedig (die erste widmete sich 1938 der Geschichte des französischen Filmes) verdankt ihre Einrichtung der Idee Pasinettis. Als Regisseur von Kurzfilmen legte er seit 1932 seine Arbeiten vor, war jedoch insbesondere zwischen 1940 und 1948 mit einer langen Reihe von Filmen (viele über seine Heimatstadt) aktiv. Besonders bekannt wurden dreißig von Pasinetti gedrehte Filme über chirurgische Eingriffe, von denen er einige mit Pietri Lamperti zum Langfilm Il chirurgo opera zusammenfasste, der erst 1961 gezeigt wurde.
1934 inszenierte Pasinetti seinen einzigen Spielfilm, Il canale degli angeli, der keine besondere Aufmerksamkeit erhielt. Zwischen 1936 und 1944 schrieb er jedoch eine nicht geringe Anzahl an Drehbüchern für Regisseure wie Amleto Palermi, Luigi Chiarini oder Giorgio Simonelli. Der als Tausendsassa bekannte Filmschaffende, der zu den bedeutendsten Figuren der Kinematografie der 1930er und 1940er Jahre gezählt wird, starb mit nur 37 Jahren. Bei vielen seiner Arbeiten stand ihm sein Bruder Pier Maria (* 24. Juni 1913; † 8. Juli 2006) zur Seite.
Sein Dokumentarfilm Piazza San Marco wurde 1948 mit einem Silbernen Band als bestes Werk seiner Art ausgezeichnet.
Nach Pasinetti sind eine Stiftung, ein Videofestival in seiner Heimatstadt und ein Saal im Palazzo del Cinema di Venezia benannt.

## Filmografie (Auswahl)
- 1934: Il canale degli angeli (Spielfilm)